# ترومبوپویتین
ترومبوپویتین (انگلیسی: Thrombopoietin) (THPO) یا عامل رشد و تمایز مگاکاریوسیت (MGDF) یک گلیکوپروتئین است که توسط کبد و کلیه ساخته می‌شود و میزان تولید پلاکت را تنظیم می‌کند. این هورمون بر مگاکاریوسیتها اثر می‌کند.